# Chrysoprasis aurata
Chrysoprasis aurata là một loài bọ cánh cứng trong họ Cerambycidae.